# Prix Karl-Heinrich-Heitfeld
Le Prix Karl-Heinrich-Heitfeld (en allemand : Karl-Heinrich-Heitfeld-Preis), est un prix scientifique de géoscience décerné par la GeoUnion Alfred-Wegener-Stiftung.
Fondé en 1995 par Karl-Heinrich Heitfeld (de), il est doté depuis 2014 de 10 000 euros et est décerné tous les trois ans pour des réalisations individuelles exceptionnelles ou pour un travail collectif jugé exceptionnel.
Les propositions pour le Prix peuvent être soumises par des individus ou des groupes de personnes (institutions, sociétés scientifiques). Les propositions sont décidées par le conseil d'administration du prix Heitfeld, que la GeoUnion a créé à cet effet et qui se compose de cinq membres (selon les statuts, deux géologues, un géophysicien, un minéralogiste et un représentant d'une autre discipline des géosciences).

## Lauréats
- 1995 : Fritz Reuter
- 1997 : Franz K. Goerlich (de)
- 1999 : Detlev Leythäuser
- 2002 : Karl Fuchs
- 2004 : Peter Grathwohl
- 2007 : Michael Kühn
- 2010 : Maria-Theresia Schafmeister (de)
- 2013 : Andreas Dahmke (de)
- 2016 : Cristina Ruiz Agudo
- 2019 : Sigrid Richter-Brockmann
- 2022 : Kyra Hölzer, Maike Schulz et Milena Waag